# غرير بن الفضل العيوني
أبو فراس غرير بن الفضل العيوني أميرٌ عيونِيّ حكم القطيف ما بين (538 - 539 هـ)، أنتقم لمقتل أخيه محمد من أعمامه الحسن وعلي وسارعَ في مواجهتهم في موقع السليمات قُرب مدينة الأحساء واستطاعَ هزيمتهم ونهب محاصيل الأحساء ثم تراجع إلى القطيف، لم يحكم القطيف طويلًا إذ مات سنة 539 هـ وبعد وفاته استولى عمه الحسن بن عبد الله العيوني على الحُكم.

### فِهرِس المراجع
1. ↑  الشرعان (2002)، ص. 61.
2. ↑  المديرس (2002)، ص. 115-117.

### بَيانات المراجع
الكُتُب مُرتَّبة حَسب تاريخ النَّشر
- عبد الرحمن بن مديرس المديرس (2002). الدولة العُيُونيَّة في البَحْرَيْن: 469-636هـ/1076-1238م. الرياض: دارة الملك عبد العزيز. ISBN:9960-693-81-3. LCCN:2003346798. OCLC:52358413. OL:20126399M. QID:Q118072568.
- نايف بن عبد الله الشرعان (2002). نُقُود الدَّولة العيُونيَّة في بلاد البحْرين. الرياض: مركز الملك فيصل للبحوث والدراسات الإسلامية. ISBN:9960-726-91-6. LCCN:2003346824. OCLC:52146542. OL:19361341M. QID:Q118247592.